# 你一生的故事
《你一生的故事》（英語：Story of Your Life）是姜峯楠創作的科幻中篇小說。本書的主題是以決定論、語言和薩丕爾-沃爾夫假說來探索故事。
小說獲得2000年星雲獎最佳中篇小說，還有1999年史鐸金獎。
本作被改編成2016年電影《異星入境》。

## 梗概
语言学家路易斯·班克斯和理论物理学家伊恩·唐纳德利受军方之命研究外星生物“七肢桶”的语言。

## 獎項
- 2000年星雲獎最佳中篇小說得主
- 1999年席奧多爾·史鐸金獎（英语：Theodore Sturgeon Award）得主
- 1999年軌跡獎最佳中篇小說排名第10位
- 1999年雨果獎最佳中篇小說提名
- 1999年HOMer award最佳中篇小說提名

## 外部連結
- 列在網路推理小說資料庫中的《你一生的故事》